# Линароло
Линароло (итал. Linarolo) је насеље у Италији у округу Павија, региону Ломбардија.
Према процени из 2011. у насељу је живело 1868 становника. Насеље се налази на надморској висини од 73 м.

## Становништво
Према резултатима пописа становништва 2011. у општини је живело 2.754 становника.
| 1936. | 1951. | 1961. | 1971. | 1981. | 1991. | 2001. | 2011. |
| ----- | ----- | ----- | ----- | ----- | ----- | ----- | ----- |
| 2.580 | 2.636 | 2.476 | 2.169 | 2.079 | 1.846 | 2.172 | 2.754 |